# Siedlung Denninger Straße-Warthestraße

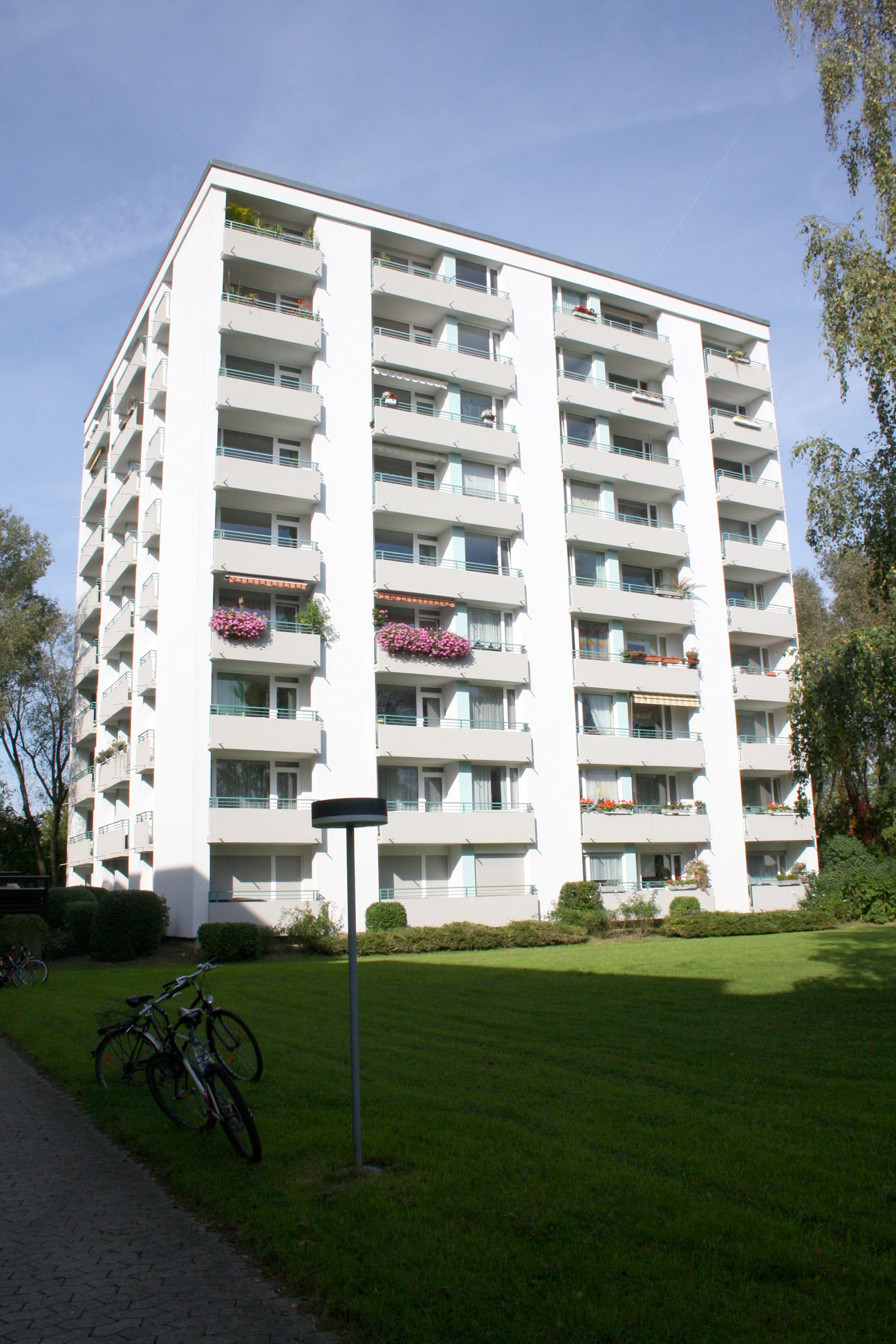
Hochhaus der Siedlung Denninger Straße-Warthestraße

Die Siedlung Denninger Straße-Warthestraße ist eine Siedlung in München.

## Lage
Die Siedlung liegt in dem Münchener Stadtteil Denning im Stadtbezirk 13 Bogenhausen zwischen der Denninger Straße und der Warthestraße. Im Süden grenzt sie an den  Denninger Anger, im Westen an den Grüngürtel der Tangente 5-Ost.

## Geschichte
Die Siedlung entstand ab 1967, Bauträger war die Münchener Rückversicherungs-Gesellschaft.

## Beschreibung

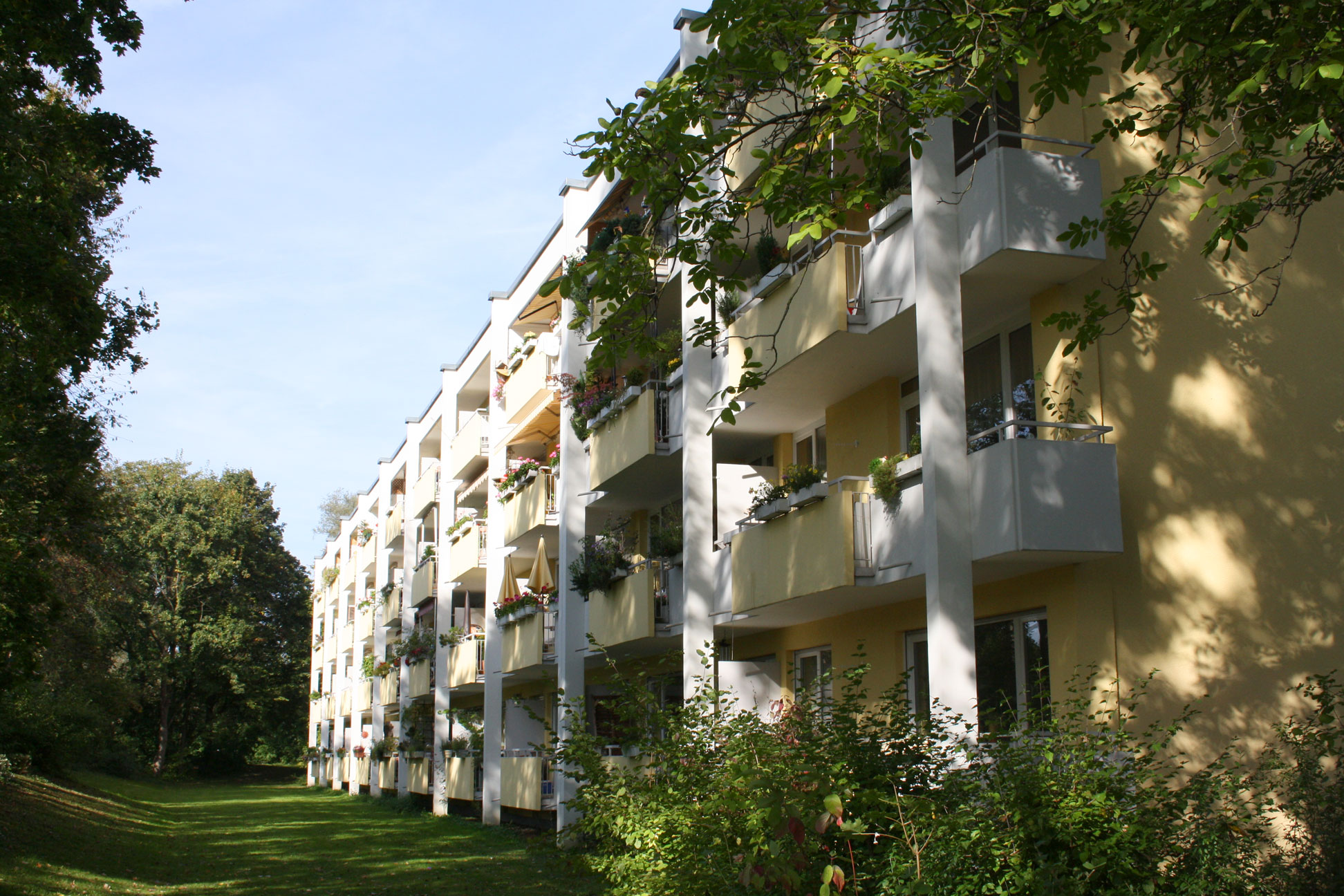
Häuserzeile der Siedlung Denninger Straße-Warthestraße

Die Siedlung erstreckt sich über eine Fläche von etwa 2 ha. An der Denninger Straße stehen drei achtgeschossige Punkthochhäuser mit einer Grundfläche von etwa 20 × 25 m. Die Warthestraße verläuft von der Denninger Straße aus etwa 100 m nach Süden, biegt dann nach Westen ab und verläuft dann parallel zu der Denninger Straße. Von diesem Abschnitt der Warthestraße aus erstrecken sich drei viergeschossige Häuserzeilen versetzt zu den Hochhäusern in Richtung Denninger Straße. Der Freiraum zwischen den Hochhäusern und den Häuserzeilen ist als Park mit Rasen, Sträuchern und Bäumen gestaltet. In einer Ladengruppe gibt es einen Supermarkt, eine Gaststätte und Arztpraxen. 
Da der Stadtteil Denning sonst durch überwiegend zweigeschossige Einzelhäuser mit Garten geprägt ist und die Siedlung im Westen und Osten an Grünanlagen grenzt, wirken die Hochhäuser der Siedlung dominant für die Umgebung.